# Великий Ашламаш
Великий Ашлама́ш (рос. Большой Ашламаш, марій. Кугу Ашламаш) — присілок у складі Совєтського району Марій Ел, Росія. Входить до складу Ронгинського сільського поселення.

## Населення
Населення — 82 особи (2010; 95 у 2002).
Національний склад (станом на 2002 рік):
- марі — 99 %